# 张国溶 (北洋政府将军)

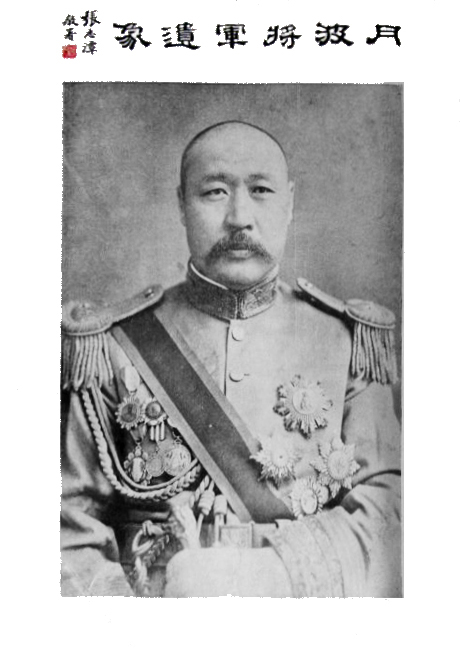
月波将军遗象。题字为张志潭所题

张国溶（1870年代约1876年—1934年11月7日）字月波，直隶省河间府交河县泊头镇张旺屯人，清朝及中华民国军事将领。

## 生平
张国溶的祖先原在山西洪洞，于明朝永乐年间迁居直隶。他少年时在家乡读书，后来，他弃文从武，于光绪二十九年（1903年）考入保定陆军速成学堂，不久入陆军师范班，卒业时获最优等。此后他补授副军校。当时冯国璋董办该学堂，赏识张国溶，张国溶遂留充该学堂队官。后来他调陕西，任陆军第一标教练，后来历任第一营管带，第一标统带，在陕西任职共达五年。
中华民国成立后，他继续在军队任职，曾任陆军第15师20旅旅长，代理师长。他参加了1920年直皖战争和1922年第一次直奉战争。1924年3月，他获将军府授予“猷威将军”。
1934年11月7日，张国溶病逝。享年58岁。

## 家庭
- 子：张彬，淞沪抗战时任55师165旅少将旅长